# Rochester (Teksas)
Rochester – miasto w Stanach Zjednoczonych, w stanie Teksas, w hrabstwie Haskell.